# Arthroleptis discodactyla
Arthroleptis discodactyla es una especie de anfibios de la familia Arthroleptidae.
Es endémica de la República Democrática del Congo.
Sus hábitats naturales son montanos secos tropicales o subtropicales, tierra arable, jardines rurales y zonas antiguamente boscosas ahora degradadas.